# Rääptsova
Rääptsova – wieś w Estonii, w prowincji Põlva, w gminie Värska.